# Say Hello to Tragedy
Say Hello to Tragedy är det tyska metalcore-bandet Calibans sjunde studioalbum, utgivet i augusti 2009 på Century Media Records, bandets första skiva på detta bolag.
Skivan mixades av Adam Dutkiewicz (Killswitch Engage).
Say Hello to Tragedy tog sig in på de tyska, österrikiska och schweiziska topplistorna, som högst på plats 36 (Tyskland).
Albumet producerade bandets första musikvideor: "24 Years" och "Walk Like the Dead".

## Låtlista
1. "24 Years" – 3:47
2. "Love Song" – 3:27
3. "Caliban's Revenge" – 3:59
4. "End This Sickness" – 4:16
5. "Walk Like the Dead" – 4:15
6. "No One Is Safe" – 3:41
7. "Liar" – 4:39
8. "The Denegation of Humanity" – 4:05
9. "Unleash Your Voice" – 3:35
10. "All I Gave" – 5:24
11. "In the Name of Progression" (Unbroken-cover) – 4:46
12. "Coma" – 3:47

Bonusspår på digipakutgåvan
1. "Forsaken Horizon" (Live) – 3:17
2. "Between the Worlds" (Live) – 4:08

## Medverkande
Musiker
- Andreas Dörner – sång
- Marc Görtz – gitarr
- Denis Schmidt – gitarr
- Marco Schaller – basgitarr
- Patrick Grün – trummor

Bidragande musiker
- Dennis Diehl – sång
- Flow Velten – sång
- Sky Hoff – gitarr

Produktion
- Benny Richter – producent, inspelningstekniker
- Sky Hoff – inspelningstekniker
- Toni Meloni – inspelningstekniker
- Adam Dutkiewicz – mixning
- Vincent Sorg – mastering
- Bastian Sobtzick – albumkonst